# Hostinné město
Hostinné město – przystanek kolejowy w miejscowości Hostinné, w kraju hradeckim, w Czechach. Znajduje się na wysokości 350 m n.p.m.
Jest zarządzana przez Správę železnic. Na przystanku nie ma możliwości zakupu biletów, a obsługa podróżnych odbywa się w pociągu.

## Linie kolejowe
- 040 Chlumec nad Cidlinou - Trutnov